# Comuna Bilenke
Bilenke (în ucraineană Біленьке) este o comună în raionul Zaporijjea, regiunea Zaporijjea, Ucraina, formată din satele Bilenke (reședința) și Cervonodniprovka.

## Demografie
Componența lingvistică a comunei Bilenke
     Ucraineană (83,97%)
     Rusă (15,34%)
     Alte limbi (0,04%)
Conform recensământului din 2001, majoritatea populației comunei Bilenke era vorbitoare de ucraineană (83,97%), existând în minoritate și vorbitori de rusă (15,34%).